# Silazni deo Henleove petlje
Silazni deo Henleove petlje je porcija renalne tubule koja sačinjava prvi deo Henleove petlje.

## Fiziologija
| Supstanca | Permeabilnost                                                            |
| joni      | Niska permeabilnost. Joni natrijuma i hlorida ne prolaze lako.           |
| ureja     | Umerena permeabilnost.                                                   |
| voda      | Visoka permeabilnost. Voda se lako reapsorbuje iz silaznog dela osmozom. |

## Dodatne slike
- Longitudinalni presek silaznog dela Henleove petle. a. Membrana propria. b. Epitelijum.